# Кнут Улав Ріндарей
Кнут Улав Ріндарей (норв. Knut Olav Rindarøy, нар. 17 липня 1985, Молде) — норвезький футболіст, лівий захисник клубу «Молде».
Дворазовий володар Кубка Норвегії. Дворазовий чемпіон Норвегії. 

## Клубна кар'єра
У дорослому футболі дебютував 2004 року виступами за команду клубу «Молде» з рідного однойменного міста. За два роки став основним гравцем захисту команди.
Виступи за «Молде» переривалися лише в сезоні 2010—2011 років, який Ріндарей провів в оренді в іспанському «Депортіво» (Ла-Корунья). Провівши за сезон лише 4 гри у Ла Лізі, повернувся до «Молде».

## Виступи за збірні
2004 року дебютував у складі юнацької збірної Норвегії, взяв участь у 7 іграх на юнацькому рівні.
2006 року залучався до складу молодіжної збірної Норвегії. На молодіжному рівні зіграв у 3 офіційних матчах.
У 2009—2010 роках провів дві товариські гри у складі національної збірної Норвегії.
| Дата       | Місто  | Господарі | Результат | Гості    | Турнір           | Голи | Примітки |
| ---------- | ------ | --------- | --------- | -------- | ---------------- | ---- | -------- |
| 10/10/2009 | Осло   | Норвегія  | 1 – 0     | ПАР      | товариський матч | -    |          |
| 12/10/2010 | Загреб | Хорватія  | 2 – 1     | Норвегія | товариський матч | -    |          |
| Усього     |        | Матчів    | 2         |          | Голів            | 0    |          |

## Титули і досягнення

### Командні
- Володар Кубка Норвегії (2):

«Молде»:  2005, 2013
- Чемпіон Норвегії (2):

«Молде»:  2011, 2012

### Особисті
- Найкращий захисник року в чемпіонаті Норвегії (1): 2009